# یاد بگیرم رها کردن را
یاد بگیرم رها کردن را (انگلیسی: Learn to Let Go) ترانهٔ خوانندهٔ آمریکایی کشا است از آلبوم رنگین‌کمان که در سال ۲۰۱۷ منتشر شد.